# Haliclona grossa
Haliclona grossa är en svampdjursart som först beskrevs av Schmidt 1864.  Haliclona grossa ingår i släktet Haliclona och familjen Chalinidae.
Artens utbredningsområde är Adriatiska havet. Inga underarter finns listade i Catalogue of Life.